# Cromato de cesio
El cromato de cesio es un compuesto inorgánico de fórmula Cs2CrO4. Se trata de un sólido cristalino amarillo que es la sal de cesio del ácido crómico y cristaliza en el sistema ortorrómbico.
Su principal aplicación en el pasado fue la producción de vapor de cesio durante la fabricación de tubos de vacío. Actualmente sólo se utiliza como precursor de otros compuestos de interés académico. 

## Preparación
El cromato de cesio se obtiene principalmente de la reacción del óxido de cromo (VI) con carbonato de cesio, en la que se desprende gas de dióxido de carbono : 
CrO3(aq) + Cs2CO3(aq) → Cs2CrO4(aq) + CO2(g)
Alternativamente, se puede realizar la metátesis de sal entre cromato de potasio y cloruro de cesio : 
K2CrO4(aq) + 2 CsCl(aq) → Cs2CrO4(aq) + 2 KCl(aq)
Finalmente, el dicromato de cesio (derivado a través de la metátesis de la sal a partir del dicromato de amonio ) produce el cromato después de la alcalinización con hidróxido de cesio : 
Cs2Cr2O7(aq) + 2 CsOH(aq) → 2 Cs2CrO4(aq) + H2O(ℓ)

## Aplicaciones
El cromato de cesio se utilizaba antiguamente en las etapas finales de la creación de tubos de vacío. Allí se producía vapor de cesio mediante la reacción del cromato de cesio con silicio, boro o titanio como agentes reductores. Posteriormente, el vapor se añadía al tubo para reaccionar con los gases restantes, incluyendo nitrógeno y oxígeno, y eliminarlos. 